# Пийтерфолвівська сільська рада
| Пийтерфолвівська сільська рада (раніше — Петрівська) — колишній орган місцевого самоврядування у Виноградівському районі Закарпатської області з адміністративним центром у с. Пийтерфолво. Сільській раді підпорядковані населені пункти: - с. Пийтерфолво - с. Тисобикень - с. Форголань |

## Склад ради
Рада складається з 30 депутатів та голови.

## Історія
Закарпатська обласна рада рішенням від 21 грудня 2001 р. внесла до адміністративно-територіального устрою окремих районів такі зміни У Виноградівському районі перейменувала Петрівську сільраду на Пийтерфолвівську.

## Населення
Згідно з переписом УРСР 1989 року чисельність наявного населення сільської ради становила 4751 особа, з яких 2311 чоловіків та 2440 жінок.
За переписом населення України 2001 року в сільській раді мешкала 5121 особа.

### Мова
Розподіл населення за рідною мовою за даними перепису 2001 року:
| Мова       | Відсоток |
| ---------- | -------- |
| угорська   | 96,95 %  |
| українська | 2,73 %   |
| російська  | 0,21 %   |
| німецька   | 0,02 %   |
| циганська  | 0,02 %   |